# HMS Dulverton (L63)
Pour les autres navires du même nom, voir HMS Dulverton.
Le HMS Dulverton (pennant number L63) est un destroyer d'escorte de classe Hunt de type II construit pour la Royal Navy pendant la Seconde Guerre mondiale.

## Construction
Le Dulverton est commandé le 4 septembre 1939 dans le cadre du programme d'urgence de la guerre de 1939 pour le chantier naval de Alexander Stephen and Sons de Linthouse à Glasgow en Ecosse sous le numéro 1478. La pose de la quille est effectuée le 16 juillet 1940, le Dulverton est lancé le 1er avril 1941 et mis en service le 28 septembre 1941.
Il est parrainé par la communauté civile de Dulverton dans le Somerset pendant la campagne nationale du Warship Week (semaine des navires de guerre) en mars 1942.
Les navires de classe Hunt sont censés répondre au besoin de la Royal Navy d'avoir un grand nombre de petits navires de type destroyer capables à la fois d'escorter des convois et d'opérer avec la flotte. Les Hunt de type II se distinguent des navires précédents type I par une largeur (Maître-bau) accrue afin d'améliorer la stabilité et de transporter l'armement initialement prévu pour ces navires.
Le Hunt type II mesure 80,54 m de longueur entre perpendiculaires et 85,34 m de longueur hors-tout. Le Maître-bau du navire mesure 9,60 m et le tirant d'eau est de 3,51 m. Le déplacement est de 1 070 t standard et de 1 510 t à pleine charge.
Deux chaudières Admiralty produisant de la vapeur à 2 100 kPa et à 327 °C alimentent des turbines à vapeur à engrenages simples Parsons qui entraînent deux arbres d'hélices, générant 19 000 chevaux (14 000 kW) à 380 tr/min. Cela donné une vitesse de 27 nœuds (50 km/h) au navire. 281 t de carburant sont transportés, ce qui donne un rayon d'action nominale de 2 560 milles marins (4 740 km) (bien qu'en service, son rayon d'action tombe à 1 550 milles marins (2 870 km)).
L'armement principal du navire est de six canons de 4 pouces QF Mk XVI (102 mm) à double usage (anti-navire et anti-aérien) sur trois supports doubles, avec un support avant et deux arrière. Un armement antiaérien rapproché supplémentaire est fourni par une monture avec des canons quadruple de 2 livres "pom-pom" MK.VII et deux  canons Oerlikon de 20 mm Mk. III montés dans les ailes du pont. Les montures jumelles motorisées d'Oerlikon sont remplacées par des Oerlikons simples au cours de la guerre. Jusqu'à 110 charges de profondeur pouvaient être transportées,. Le navire avait un effectif de 168 officiers et hommes,.

## Histoire

### Seconde guerre mondiale

#### 1941
Après avoir terminé sa mise en service, le Dulverton se rend à Scapa Flow en octobre 1941 pour s'entraîner avec les navires de guerre de la Home Fleet. Il est ensuite envoyé à la Mediterranean Fleet (Flotte méditerranéenne), et rejoint le convoi WS12Z dans l'escorte et le cuirassé Royal Sovereign (05) et le destroyer Southwold (L10) le 19 novembre pour traverser l'océan Atlantique. le Dulverton , le Royal Sovereign et le Southwold se  séparent du convoi WS12Z le 22 novembre à Freetown en Sierra Leone, puis  le Royal Sovereign et le Southwold rejoignent le convoi WS12Z le 28 novembre pour le voyage à Durban en Afrique du Sud. Après son arrivée le 18 décembre, le Dulverton est détaché du convoi pour se rendre de façon indépendante à Alexandrie, en Égypte, par la mer Rouge.

#### 1942
Le Dulverton rejoint la 5e Flottille de destroyers à Alexandrie le 4 janvier 1942, pour des missions d'escorte de convoi, de patrouille anti-sous-marine et de soutien à la garnison de Tobrouk. Le 12 février, le Dulverton rejoint les destroyers Beaufort (L14), Hurworth (L28) et Southwold pour escorter directement le convoi MW9A, une tentative de lever des renforts pour Malte sous blocus ennemi. Le convoi MW9A a fusionné avec le convoi MW9B le lendemain, souffrant constamment des frappes aériennes ennemies; Ils font partie de la Force B en incluant les croiseurs Dido (37), Naiad (93) et Euryalus (42) et les destroyers Arrow (H42), Griffin (H31), Hasty (H24), Havock (H43), Jaguar (F34) et Jervis (F00) pour l'assistance à distance. La force d'escorte s'est détachée du convoi le 14 février pour rejoindre le convoi ME10 et la Force B pour le voyage de retour, arrivant à Alexandrie le lendemain,,.
Le 20 mars, le Dulverton est affecté avec les destroyers Avon Vale (L06), Beaufort, Eridge (L68), Heythrop (L85), Hurworth et Southwold pour des balayages anti-sous-marins le long de la route que le convoi doit prendre pour Malte, lorsque le Heythrop coule par une attaque de torpilles. Le Dulverton escorte le convoi MW10 le lendemain, après avoir été examiné à Tobrouk; Le 22 mars, le convoi est menacé par la Regia Marina (flotte de combat italienne), dont le cuirassé Littorio, les croiseurs Gorizia, Trento et Giovanni delle Bande Nere. Au cours de la deuxième bataille de Syrte ce jour-là, les croiseurs Cleopatra (33), Dido, Euryalus et Penelope (97) et les destroyers d'escortes se mettent entre l'ennemi et le convoi, attaquant l'ennemi dans des conditions météorologiques difficiles. L'ennemi se retire après avoir subi une attaque de torpilles des destroyers,,.
Le 23 mars, le Dulverton et le Avon Vale se détachent pour escorter les navires marchands  SS Pampas et SS Talabot, lorsque le convoi reçoit l'ordre de se disperser. Malgré une résistance aérienne prolongée en cours de route, les navires sont toujours à Malte. Le 25 mars, le Dulverton, le croiseur Carlisle (D67) et les destroyers Beaufort, Eridge, et Hurworth partent de Malte pour arriver à Alexandrie le 28 mars. Le 4 avril et le mois de janvier, le Dulverton et les navires de la 5e Flottille de destroyers soutiennent la garnison de Tobrouk.
Le 11 juin, le Dulverton participe à l'Opération Vigorous au départ de Port-Saïd avec le croiseur Coventry (D43) et les destroyers Airedale (L07), Aldenham (L22), Beaufort, Croome (L62), Eridge, Exmoor (L08) et Hurworth pour escorter le convoi MW11C composé de quatre U gros. Il s'agit d'une opération visant à attirer l'attention de l'ennemi, à l'appui de l'opération Harpoon, un autre convoi dans la direction opposée de Gibraltar à Malte. Le lendemain, le convoi a souffert d'un raid aérien, lorsque le navire marchand SS City of Conventry est endommagé, et a dû être séparé et escorté par le Croome et le Exmoor à Tobrouk. Le 13 juin, le convoi se tourne vers Alexandrie, alors que le Dulverton fait le plein de carburant avant de rejoindre le convoi MW11B. Comme les convois MW11B et MW11C fusionnent le lendemain et font leur chemin de retour, ils sont sous la menace constante de la flotte italienne, comprenant les cuirassés Littorio et Vittoria Veneto, les croiseurs lourds Gorizia et Trento , les croiseurs légers Garibaldi et Duca D'aosta et des destroyers escortant les navires. Dans les jours qui suivent, le convoi continue d'endurer le raid aérien ennemi et par les bateaux-torpilleurs Schnellboote, lorsque le croiseur Newcastle (C76) et le destroyer Hasty sont torpillés, le Airedale est coulé par un raid aérien, et le destroyer australien Nestor (G02) gravement endommagé, le croiseur Hermione (74) est coulé par le U-Boot U-205. Finalement, la force se retire à Alexandrie le 16 juin,,.
Le 12 juillet, le Dulverton et d'autres unités de la flotte bombardent le port de Mersa Matruh et, le 19 juillet, escortent les croiseurs à des opérations similaires.
Le 12 août, le Dulverton et les destroyers Jervis, Kelvin (F37), Pakenham (G06), Paladin (G69), Aldenham, Beaufort, Eridge, Hursley (L84) et Hurworth escortent le convoi MW12 à Malte, y compris trois navires marchands, protégés par les croiseurs Arethusa (26) et Euryalus. La force retourne à Port-Saïd le lendemain,.
Le 12 septembre, le Dulverton avec le Belvoir (L32), le Croome et le Hursley escortent le croiseur léger Coventry (D43) dans l'opération Agreement, un raid amphibie sur Tobrouk. Le lendemain, il se trouve au large de Tobrouk, tirant sur l'ennemi pour soutenir l'assaut. L'opération a échoué lorsque la force est attaquée par des avions d'assaut Junkers Ju 87 le 14 septembre; le Coventry est touché et s'enflamme, forcé de partir et le destroyer Zulu (F18) est coulé par des torpilleurs ennemis et des avions italiens. Le Dulverton récupère les survivants avant de se retirer à Alexandrie avec le Beaufort et le Hurworth,.
Le 30 octobre, lorsque le U-Boot U-559 est découvert par l'aviation allié à 110 km au nord de la porte du Nil , le Dulverton  est envoyé avec les destroyers Petard (G56), Pakenham et Hurworth  pour remplacer le destroyer Echo (H23) pour retracer le sous-marin ennemi. Le tracé et l'attaque durent pendant 10 heures et force le U-559 à faire surface la nuit, sous le feu des destroyers. L'équipage allemand doit abandonner le navire, quatre membres sont morts dans les explosions ou noyés. Convaincu que leur navire coulerait, l'équipage organise le sabordage mais ne réussit pas à briser les livres-codes et la machine Enigma M4. Les hommes sont appréhendés par les troupes britanniques. Ensuite, les 3 marins britanniques du Petard nagent rapidement vers le U-boot qui coule lentement et peuvent récupérer quelques livres-codes. Les Britanniques avaient déjà une machine Enigma mais ne parvenaient pas à la comprendre. 2 des 3 marins reviennent dans le sous-marin pour tenter de récupérer la machine Enigma et se noient alors qu'il coule finalement à la position géographique de 32° 30′ N, 33° 00′ E. Les documents confisqués sont d'une grande importance pour décoder les télégrammes envoyés aux sous-marins allemands opérant dans l'Atlantique. Le lendemain, Dulverton escorte le Petard à Haïfa et les survivants du U-559,,.
Le Dulverton continue d'opérer dans la région de la Méditerranée orientale. Le 17 novembre, le Dulverton et ses sisters ships Aldenham, Beaufort, Belvoir, Croome, Exmoor, Hursley, Hurworth, Tetcott (L99), et le destroyer grec Pindo escortent le convoi MW13 à Malte. Ils sont soutenus par une force de croiseurs légers Arethusa, Orion (85), Cleopatra et Dido. Il s'agit du premier convoi à destination de Malte en provenance d'Alexandrie depuis le 6 juin dans l'opération Stoneage. L'ennemi attaque le convoi le lendemain, laissant le Arethusa torpillé et lourdement endommagé. Le convoi arrive à Malte le 20 novembre, puis fait son chemin de retour à Alexandrie.
Le 7 décembre, le Dulverton retrouve le Orion, le Pakenham, le Petard, le Aldenham, le Belvoir, le Croome, le Exmoor, le Hursley, le Tetcott et les destroyers grecs Pindo et Vasilissa Olga escortant le convoi ME11, de Port-Saïd vers Malte. Le Dulverton se détache du convoi ME11 le 9 décembre avec le Orion, le Aldenham, le Croome, le Exmoor et le Hursley pour se rendre à Malte, rencontrer et escorter le convoi MW15 pour le retour en Égypte.

#### 1943
Le Dulverton continué à opérer dans la région de la Méditerranée orientale pour escorter les convois et patrouiller jusqu'au 4 avril 1943, date à laquelle il est affecté à Malte pour servir avec la 21e Flottille de destroyers. Au cours du mois de mai, il est dédié pour patrouiller les barrages régionaux entre le cap Bon et la Sicile, empêchant l'évacuation des troupes allemandes d'Afrique du Nord bombardant les positions ennemies à Kelebia. En juin, le destroyer continue d'être basé à Malte, effectuant des patrouille anti-sous-marine et d'escorte de convois jusqu'à ce qu'il est mobilisé pour se préparer à l'opération Husky, les débarquements alliés en Sicile en Italie.
Le Dulverton se rend à Alexandrie pour rejoindre les transports, et le 3 juillet, le Dulverton et le Belvoir partent d'Alexandrie pour escorter le convoi MWS36. Il se détache du convoi quatre jours plus tard pour se rendre à Benghazi, et escorte le convoi MWF36 dans les débarquements. Arrivé au large de la zone Bark West, en Sicile, le 10 juillet, le Dulverton tire des coups de canon pour protéger les débarquements, puis patrouille pour protéger la zone amphibie des attaques aériennes et navales, jusqu'au 8 août,,.
Le Dulverton est ensuite mobilisé dans l'opération Avalanche, l'invasion alliée de Salerne, en Italie. Il se rend à Tripoli, en Libye, le 9 septembre, et commence à partir du 6 septembre l'escorte du convoi TSF1. Il se détache du convoi TSF1 trois jours plus tard, avec des navires de la 21e Flottille de destroyers, pour rejoindre la Task Force 85, pour soutenir et défendre la plage d'invasion,,.
Après s'être séparé de l'opération Avalanche, le Dulverton retourne à Alexandrie pour se préparer à la Campagne du Dodécanèse, pour occuper les îles grecques des anciennes troupes italiennes des îles Dodécanèse, aujourd'hui menacées par l'occupation allemande après la reddition italienne. Il se joint à la 5e Flottille des destroyers et, le 10 octobre, le Echo et le Belvoir retracent sans succès les navires ennemis jusqu'à l'île de Leros, en subissant des attaques aériennes. Le 22 octobre, le Dulverton bombarde les positions ennemies sur l'île de Levitha, puis le 27 octobre, il participe à une mission pour transporter des troupes et des fournitures à Leros, souffrant de frappes aériennes prolongées et de menaces d'attaques par les bateaux torpilleurs schnellboote,,,.
Le 12 novembre, le Dulverton revient en soutien aux stationnés de Leros attaqués par les Allemands. Le lendemain, alors qu'il se trouve à 6,3 kilomètres de l'île de Kos, il est attaqué par un bombardier allemand Dornier 217E-5 qui lui lance une bombe planante Henschel Hs 293 télécontrôlée par la radio, frappant le Dulverton à travers le pont, détruisant toute la structure de son front. Après que toutes les tentatives pour sauver le navire sont inefficaces, il est sabordé par le Belvoir à la position géographique de 36° 50′ N, 27° 30′ E. Six officiers et 114 marins sont recueillis par le Belvoir avant qu'il ne coule, mais trois officiers, dont le capitaine du navire Stuart Austen Buss et 75 marins, sont tués par l'explosion de la bombe planante,,,.

### Honneurs de bataille
- LIBYA 1942
- SIRTE 1942
- MEDITERRANEAN 1942
- MALTA CONVOYS 1942
- SICILY 1943
- SALERNO 1943
- AEGEAN 1943

### Commandements
- Lieutenant Commander (Lt.Cdr.) William Napier Petch (RN) du 25 avril 1941 à janvier 1943
- Commander (Cdr.) Stuart Austen Buss (RN) de janvier 1943 au 13 novembre 1943